# Granada Television
Granada Television är ett brittiskt tv-företag. De fick licens att sända på vardagar över ITV-sändarna i norra England 1954 och kunde inleda sändningarna 1956. 1968 förändrades Granadas förutsättningar och dess region delades upp i en region för Yorkshire och en för nordvästra England där Granada fick sända hela veckan. Under 1990-talet började man köpa upp de övriga ITV-licenserna för England. År 2004 fusionerade Granada plc med Carlton Communications till ITV plc.

## Historia
Granada har sitt ursprung i biografverksamhet. När sändningarna inleddes byggde Granada ett stort studiokomplex i Manchester och började att mycket starkt förknippa sig med sin region med hjälp av slogans som "From the North" bland annat. Detta var i motsats till de övriga stora tv-företagen som inte alls förknippade sig med sin region. Det fick ITA att senare kräva att ett ITV-företag hade anknytning till sin region.
1960 började Granada sända Coronation Street, en såpopera som fortfarande är i produktion.
1968 förändrades ITV. Man ville då introducera en ny region för Yorkshireområdet och där fick det nya företaget Yorkshire Television sända. Granadas område begränsades då till nordvästra England, men man fick även börja sända på helger. Granada överlevde båda licensförnyelserna 1981 och 1991 trots viss konkurrens.
Under 1990-talet och början av 2000-talet köpte Granada Tyne Tees Television, Yorkshire Television, London Weekend Television, Anglia Television, Meridian Television och Border Television.
1996 skapade Granada ett samriskföretag med British Sky Broadcasting för att starta flera nya kanaler, såsom Granada Plus, Granada Breeze och Granada Men & Motors. Alla dessa kanaler har nu upphört, undantaget Men & Motors som nu är helägd av ITV plc.